# Carlos Dias Fernandes
Carlos Augusto Furtado de Mendonça Dias Fernandes (Mamanguape, 20 de setembro de 1874 — Rio de Janeiro, 9 de dezembro de 1942) foi um dos mais notáveis paraibanos de seu tempo. Culto, inteligente, irrequieto, romântico e temperamental, foi um grande incentivador das letras e da juventude paraibana. Jornalista, romancista, crítico, pedagogo, advogado e poeta, deixou um legado de mais de 450 artigos publicados em jornais e revistas e 40 livros de diversos gêneros. Também foi um dos precursores do vegetarianismo, da defesa dos animais e do feminismo no Brasil. Contribuiu de maneira decisiva para o movimento naturalista e o movimento simbolista da literatura brasileira no seu estado e no país.
A VOZ DAS ORIGENS

Todo ser, que nos círculos da Vida
Girando em convulsões e ânsias palpita,
Aspira à placidez indefinida
Da celeste mansão que o sonho habita.

Toda a alma que os anima foi proscripta
D'essa eterna região desconhecida,
De cuja natureza, em vão cogita
O esforço da razão sempre vencida.

Da ave que voa ao verme que rasteja,
Em todo ser, por ínfimo que seja,
Há um secreto desejo de ascendência.

Há um vago desejo que os embala,
Uma voz inefável que lhes fala
De um outro modo de ser n'outra existência.— Carlos D. Fernandes, 1901 in "Rosa-Cruz, N.1"

## Biografia
Carlos Dias Fernandes era filho de João Nepomuceno Dias Fernandes, médico formado pela Universidade de Coimbra e admirador da literatura clássica, que falava francês e não largava seu "Racine" e o seu "Rousseau". Sua mãe, Maria Augusta Saboia Dias Fernandes, mantinha uma indústria de doces caseiros em Mamanguape. Em sua educação familiarizou-se com o latim, lendo Virgílio e Horácio e decorou as estrofes de Camões, conservando Os Lusíadas de memória. Aos 16 anos de idade deixou sua cidade natal para morar com sua tia no Recife e, financiado por seu tio-avô José Adalfo de Oliveira Lima, estudar Farmácia. Com a morte de seu tio-avô, durante uma viagem à Europa, não foi mais possível concluir o curso. Em 1892, chegou ao Rio de Janeiro e foi morar no Flamengo, na casa de Rosa Furtado do Nascimento, outra tia sua, e começou a trabalhar em várias atividades para se sustentar. Ingressou na Guarda Nacional e participou da Segunda Revolta da Armada, ao lado de Floriano Peixoto. O governo lhe concedeu a patente de tenente do exército e o nomeou praticante dos Correios de São Paulo. Na capital paulista iniciou sua carreira jornalística no Diário Popular, ao lado de José Maria Lisboa.
De volta ao Rio de Janeiro, em 1893, trabalhou em diversos periódicos fluminenses, como Jornal do Commercio, Gazeta da Tarde, O Debate, A Imprensa (secretariando Rui Barbosa) e na Cidade do Rio, de José do Patrocínio. Estreitou laços de amizade com o poeta Cruz e Souza e, na ocasião de sua morte, fundou, em homenagem ao poeta, com Saturnino de Meirelles (1878-1906), Maurício Jobim, Tibúrcio de Freitas e Elysio de Carvalho, as revistas Meridional e Rosa Cruz. Por volta do início do século XX, foi viver em terras amazônicas e lá permaneceu durante cerca de 10 anos. Em Manaus, se aproximou do renomado intelectual José Veríssimo e envolveu-se em um rumoroso escândalo passional, quando uma jovem da alta sociedade intentou o suicídio por sua causa. Conseguiu ele livrar-se das acusações, sendo absolvido no julgamento. O poeta mudou para o Pará e, em Belém, desenvolveu intensas atividades também ligadas ao jornalismo, trabalhando na Gazeta de Belém e dirigindo A Província do Pará. Ali, residiu sob a proteção do político Antonio Lemos. Sua relação com esse político (uma espécie de assessor intelectual e político, secretário privado) lhe rendeu duas viagens pela Europa. Nessa ocasião, foram publicados seus primeiros livros: Palma de Acanthos (1901), Solaus (1902),  Políticos do Norte I: Antonio Lemos (1906), Políticos do Norte II: Augusto Montenegro (1906), Vanitas Vanitatum (1906), Torre de Babel (1907) e Álbum do Estado do Pará (1908).  Da Europa, onde percorreu os locais frequentados pelos grandes poetas contemporâneos, em Paris e na Itália, voltou ao Pará, porém acusações de adultério e até de ter matado um rival em duelo, fizeram-no regressar para o Recife. Na capital pernambucana, foi estudar Direito, formando-se em 1913, enquanto trabalhava concomitantemente no Jornal do Recife e no Diario de Pernambuco. Na faculdade conheceu Maria Lacerda de Moura de quem se tornou grande amigo. Publicou, em 1908, A Renegada, um romance ao estilo de Émile Zola, que o levou à cadeia, sob a acusação de ferir a moral pública. Foi indultado pelo Presidente da República, Nilo Peçanha, por seus méritos intelectuais. Também no ano de 1908, concorreu a um prêmio de 5 contos de réis em concurso realizado pelo Governo de Pernambuco para a composição da letra do Hino de Pernambuco, cuja melodia de autoria do paulista Nicolino Milano, já era a vencedora para música. Perdeu para o poeta Oscar Brandão da Rocha. Escreveu o romance "Os Cangaceiros" na forma de folhetim, publicado no "Jornal Pequeno" do Recife, de setembro a novembro de 1908, e assinado com o pseudônimo "Jayme Aroldo".
(…)
Lembro-me dele como de um espanto da minha adolescência. Vejo-o de cabeleiras negras, de olhos vivos, de cabeça luminosa e toda a sugestão de glória me parecia na frente… Falava-se dele como de um demônio de carne e ôsso. E lá ia Carlos Dias Fernandes, de chapéu na mão, subindo a Rua Direita, fazendo medo às famílias que viam nele o pecado, o terror, o homem que era uma legenda de insubmissão, de coragem, de heresia. Dizia que não acredita em Deus, não comia carne, que sabia latim mais que os padres, que manobrava o florete como espadachim, que amava todas as mulheres. O governador Castro Pinto trouxera o demônio para dirigir o órgão oficial do governo.
(…)
Os velhos fugiam dele mas os moços, todos queriam tê-lo como mestre. Criou na Paraíba uma geração que queria não acreditar em Deus, ímpios que falavam em Darwin, que amavam a natureza como única religião digna do homem.— José Lins do Rego, 1945 in "Poesia e Vida"
Em 1913, chegou à cidade de Parahyba do Norte – atual João Pessoa – desempenhando a função de diretor da imprensa e do jornal oficial ("A União"), convidado pelo presidente da província João Pereira de Castro Pinto (1912 a 1916), um mamanguapense como ele. Carlos Dias Fernandes proferiu conferências e publicou livros de gêneros variados: romances, poemas, monografias políticas e opúsculos. Entre estes, republicou o folhetim O Cangaceiro no A União, de fevereiro a março de 1913. Recebeu, em 1917, a encomenda de produzir o livro Escola Pittoresca para o Presidente da Província (governador) Camillo de Hollanda (1916 a 1920). Sob sua direção, o jornal A União foi uma fecunda escola de jornalismo, por onde passou quase toda a juventude intelectual da época. Com sua presença, o jornalismo político aprimorou-se, a polêmica tornou-se esporte predileto e o meio literário da província teve vibração até então desconhecida. Nesse período, além dos livros do próprio Carlos Fernandes, cerca de duas dezenas foram editadas, numerosos trabalhos de qualidade, como Ensaios de Filosofia e Crítica, de Alcides Bezerra; e A Paraíba e seus problemas, de José Américo de Almeida. Em 1926, com a missão de representar O Paiz e A União, foi ao I Congresso Pan Americano de Jornalistas, em Washington, D. C., EUA, onde foi recebido pelo diplomata pernambucano Manoel Oliveira Lima. Ainda no ano de 1926, o intelectual paraibano foi convidado a participar do III Congresso Mundial de Imprensa realizado em Genebra. Sua presença era reclamada como figura que mais havia se destacado no jornalismo brasileiro. No entanto, após esses momentos áureos no estado, foi embora da Paraíba, em 1928, quando João Pessoa assumiu a presidência do estado, e que, segundo Eduardo Martins, fez do seu primeiro ato administrativo a demissão de Dias Fernandes. Regressou, em 1928, ao Rio de Janeiro, casado com Aurora, para trabalhar como crítico literário no jornal O Paiz que, na ocasião, era dirigido pelo seu ex-companheiro do A Província do Pará, Alves de Sousa, e para a Gazeta de Notícias.  No entanto, cerca de 30 anos haviam se passado desde a última vez que Carlos Dias Fernandes estivera na capital e esta ausência custou-lhe o apagamento do circuito literário e o enfraquecimento das amizades. Um exemplo disso são suas obras literárias A Vindicta (1931) e Fretana (1936), romance autobiográfico, que não obtiveram repercussão. Dias Fernandes morreu no dia 9 de dezembro de 1942, no Rio de Janeiro, no Hospital da Cruz Vermelha, sem o devido reconhecimento. Disse José Lins do Rego, em Poesia e Vida (1945), sobre a morte de Carlos Dias Fernandes: “Morreu quase que esquecido, sem grandes necrológios, com enterro de pouca gente, um homem que teve uma vida que foi de mocidade tumultuosa, agitada de aventuras, cheia de lances perigosos.”

## Obras
- Rosa-Cruz, 1901[10]
- Palma de Acanthos, 1901
- Solaus, 1902[11]
- Rosa-Cruz, 1904[12]
- In memoriam - excerptos de Frei Caetano, 1905[13]
- Vanitas Vanitatum, 1906[14]
- Politicos do Norte I: Antonio Lemos, 1906[15]
- Politicos do Norte II: Augusto Montenegro, 1906[16]
- Torre de Babel: Contos e Cronicas, 1907[17]
- A Renegada, 1908[18]
- Album do Estado do Pará, 1908[19]
- Canção de Vesta, 1908[20]
- Os Cangaceiros: Romance de costumes sertanejos, 1908[21][22]
- A Hevea brasiliensis, 1913
- O Rio Grande do Norte, 1914
- Protecção aos Animaes, 1914[23]
- Noção de Pátria, 1914
- A Walfredeida, 1915
- Talcos e Avelórios: chronicas e conferencias, 1915[24]
- A Defesa Nacional, 1916[25]
- A Gymnastica, 1916[26]
- Vegetarianismo, 1916[27]
- Rui Barbosa: Apostolo da liberdade, 1918[28]
- Escola Pittoresca, 1918[29]
- Discurso, 1918[30]
- Politicos do Norte III: Epitácio Pessoa, 1919[31]
- Monografia de Epitácio Pessoa, 1919
- De "rapazinho" a Imperador, 1920[32]
- Myriam: Poema Dramático, 1920[33]
- Tobias: jurista-filósofo, 1921
- Livro das Parcas: Canto e Sonetos, 1921[34]
- A Cultura Clássica, 1921[35]
- Sansão e Dalila: Poema dramático dos tempos da Independencia, 1921[36]
- O Algoz de Branca Dias, 1922
- Cultura Physica, 1923[37]
- Terra da Promissão: Poema do Nordeste, 1923
- O Feminismo: emancipação da mulher pela cultura e pelo trabalho, 1923[38]
- Infância Proletária, 1924[39]
- A Fazenda e o Campo, 1925
- A Vindicta: Novelas e Panfletos, 1931[40]
- Fretana, 1936[41]
- Rezas Cristãs, 1937
- Gesta Brasílica, 1938
- Gesta Nostra (Poema luso-brasileiro), 1942
- Última Ceifa (s.d.) (versos inéditos)

## Academia Paraibana de Letras
Carlos D. Fernandes é patrono da cadeira número 32 da Academia Paraibana de Letras, que tem Ernâni Aires Sátyro como seu fundador, em 1963.

## Outras Referências
- Biblioteca de Obras Raras Átila Almeida - Universidade Estadual da Paraíba

- Instituto Histórico e Geográfico Paraibano - IHGP